# Mysidia obscura
Mysidia obscura är en insektsart som beskrevs av Metcalf 1938. Mysidia obscura ingår i släktet Mysidia och familjen Derbidae. Inga underarter finns listade i Catalogue of Life.